# ألف بوسة وبوسة (فلم)
ألف بوسة وبوسة هو فيلم مصري عرض عام 1977، بطولة حسين فهمي ويسرا وعبد المنعم مدبولي ونجوى فؤاد وسمير غانم ولبلبة ويونس شلبي، ومن إخراج محمد عبد العزيز.

## قصة الفيلم
جمالات وشقيقتها مايسة تعملان راقصات في ملهى بعد وفاة والدهما، تتعرف مايسة على الممثل عصام الذي يعجب بها وتبادله مشاعره. تكون فرقة مسرحية مع عصام وصديقه فتوح وبعض الأصدقاء رغم اعتراض جمالات. يتسبب حافظ والد عصام في عرقلة نجاح الفرقة لكن صديق والد جمالات ينجح في تغيير موقفها ويمد الفرقة بالمال ويشترك معهم في الاستعراض وتلقى الفرقة نجاحًا كبيرًا.

## طاقم التمثيل
- حسين فهمي: (عصام)
- يسرا: (مايسة)
- عبد المنعم مدبولي: (سلامة)
- نجوى فؤاد: (جمالات)
- سمير غانم: (فتوح)
- لبلبة
- يونس شلبي: (شلبي)
- وحيد سيف: (كاظم)
- أحمد مظهر: (أحمد حافظ - ضيف شرف)
- توفيق الدقن: (والد فتوح)
- محمد سلمان: (سلمان - مخرج)
- زكريا موافي: (حافظ)
- محمد الشويحي: (العمدة عبد القوي عبد الجبار)
- حلمي أبو هيف
- نبيل بدر: (متعهد حفلات)
- سمير ولي الدين
- هانم محمد
- سميحة محمد: (لواحظ)
- قدرية كامل
- سهير رضا
- سمير عزيز
- منى أيوب
- عبد الغني ناصر
- فاطمة التابعي
- فاروق مصطفى
- سمير كمال
- رأفت عبد الله
- سمير رستم

## فريق العمل
- إخراج: محمد عبد العزيز
- قصة: محمد مصطفى سامي
- سيناريو وحوار: علي الزرقاني
- مدير التصوير: عصام فريد
- مونتاج: رشيدة عبد السلام
- موسيقى تصويرية: هاني مهنا
- إنتاج: صول فيلم (نجوى فؤاد)
- توزيع: هيمن فيلم
- تأليف الأغاني: حسين السيد
- ألحان الأغاني: محمد عبد الوهاب، منير مراد، محمد الموجي، حلمي بكر، سيد مكاوي
- توزيع الأغاني: جمال سلامة